# Canon EF 24-70mm-objectief
De Canon EF 24-70mm is een familie van professionele objectieven voor de EF-lensvatting van Canon. In 2002 werd de eerste generatie op de markt gebracht, de EF 24-70 f/2.8L. Deze werd in 2012 opgevolgd door de EF 24-70mm f/2.8L II. Later dat jaar kwam er ook een tragere variant op de markt in de vorm van de EF 24-70mm f/4L IS USM, de eerste 24-70mm voorzien van beeldstabilisatie.

## Macro
De f/2.8-varianten zijn met 0,29x en 0,21x vergroting voor respectievelijk de eerste en tweede generatie niet bruikbaar voor macrofotografie. De f/4-variant beschikt echter over een macro-stand die ervoor zorgt dat bij 70mm een vergroting van ongeveer 0,70x bereikt wordt. De minimale scherpstelafstand bedraagt in deze stand slechts 20 cm.

## Specificaties
| Naam                        | f/2.8L USM                | f/2.8L II USM             | f/4L IS USM                                 |
| --------------------------- | ------------------------- | ------------------------- | ------------------------------------------- |
| Afbeelding                  |                           |                           |                                             |
| Belangrijkste eigenschappen |                           |                           |                                             |
| Beeldstabilisatie           | Nee                       | Nee                       | Ja                                          |
| Weerbestendig               | Ja                        | Ja                        | Ja                                          |
| Ultrasonic Motor (USM)      | Ja                        | Ja                        | Ja                                          |
| L-objectief                 | Ja                        | Ja                        | Ja                                          |
| Diffractieve optica         | Nee                       | Nee                       | Nee                                         |
| Macro                       | Nee                       | Nee                       | Ja                                          |
| Zoomvergrendeling           | Nee                       | Ja                        | Ja                                          |
| Technische eigenschappen    |                           |                           |                                             |
| Diafragma (max-min)         | f/2.8-f/22                | f/2.8-f/22                | f/4.0-f/22                                  |
| Opbouw                      | 13 groepen / 16 elementen | 13 groepen / 18 elementen | 12 groepen / 15 elementen                   |
| Diafragmalamellen           | 8                         | 9                         | 9                                           |
| Minimale scherpstelafstand  | 0,38 m                    | 0,38 m                    | 0,38 m (normale-stand) 0,20 m (macro-stand) |
| Maximale vergroting         | 0,29x                     | 0,21x                     | 0,78x                                       |
| Horizontale beeldhoek       | 74° – 29°                 | 74° – 29°                 | 74° – 29°                                   |
| Diagonale beeldhoek         | 84° – 34°                 | 84° – 34°                 | 84° – 34°                                   |
| Verticale beeldhoek         | 53° – 19°30'              | 53° – 19°30'              | 53° – 19°30'                                |
| Fysieke eigenschappen       |                           |                           |                                             |
| Gewicht                     | 950 g                     | 805 g                     | 600 g                                       |
| Maximale diameter           | 83.2 mm                   | 88.5 mm                   | 83.4 mm                                     |
| Lengte                      | 123.5 mm                  | 113 mm                    | 93 mm                                       |
| Filterdiameter              | 77 mm                     | 82 mm                     | 77 mm                                       |
| Accessoires                 |                           |                           |                                             |
| Kap                         | EW-83F                    | EW-88C                    | EW-83L                                      |
| Momenteel in productie?     | Nee                       | Ja                        | Ja                                          |